# 한웅재
한웅재(1970년 9월 29일~ )은 대한민국의 싱어송라이터이자 작가이다.
감리교 신학대학 졸업하고 감리교 신학대학원 졸업했다.
1991년-1994년 임마누엘선교단으로 활동했다.
1995년부터 정종원 목사와 함께 "꿈이 있는 자유"라는 이름의 남성 듀엣으로 CCM 활동을 시작했다.
꿈이 있는 자유 로 7장의 음반을 내고 공연을 하였다.
2009년부터 솔로활동을 시작하면서 음반과 공연을 하고 수필집을 발표하였다.
대표곡으로는 <하연이에게>, <소원>, <그대를 향한>, <애가>,<사랑은 여전히 사랑이여서>가 있다.
2013년 6월 이승철씨가에서 소원을 불러 주목을 받았다.
효실교회의 담임목사로 일하기도 하였다. 현재 주향한교회 협동목사이다.

## 방송활동
2015년 9월부터 CBS 기독교방송에서 만든 24시간 크리스천 음악방송 CBS JOY4U (http:/www.cbsjoy4u.com)에서 "한웅재의 아침묵상" 오전7시-9시의 진행자로 방송을 2015년 9월 15일 시작해서 2017년 4월30일까지 진행했다.
2017년 봄개편에 따라서 2017년 5월2일 00시부터 " CCM CAMP "의 진행자로 자리를 옮겼고 2019년 9월 29일까지 진행했다.
2017년 12월 유튜브  채널를 개설해서 꾸준히 활동하고 있다.
https://www.youtube.com/channel/UCabV6VVaf-1HMYtagk0DLeg

## 음반
- 꿈이 있는 자유 1집 - 꿈이 있는 자유 1997년 1월

- 꿈이 있는 자유 2집 - 기다림 1999년

- 꿈이 있는 자유 3집 - 아침묵상 2001년 1월 15일

- 꿈이 있는 자유 4집 - 예수님 이야기 1999년 6월 8일

- 꿈이 있는 자유 5집 - 아침묵상 2 2005년 6월 7일

- 꿈이 있는 자유 6집 - 내마음과 같은 노래 2008년 12월23일

- 꿈이 있는 자유 7집 - 바람이 불어오네 2010년 7월14일

- 2nd Step - 그 나무 아래로(삭개오 이야기) 2009년 4월 8일

- 내가 노래하듯이 또 내가 얘기하듯이 2010년 2월 8일

- 일상,위로 - 그 정오 우물가(사마리아 여인 이야기) 2013년 6월25일

- 한웅재 찬송가 -2015년 2월 9일

- 한웅재 찬송가 2 -2017년 2월 21일
- 한웅재 Live 1년 - 2017년 6월 29일

## 책
- 묵상 그 동산으로부터의 이야기 /한웅재 지음 / SFC출판부 / 2003년 3월 15일 (현재 절판)

- 내가 노래하듯이 또 내가 얘기하듯이 /한웅재 지음/ 좋은생각 / 2012년 1월 25일

- 일상 위로: 꿈이 있는 자유 한웅재의 위로 에세이 / 한웅재 지음 /테리토스 / 2013년7월

## 공연
2016-2017 한웅재 콘서트 1년: 계절마다 콘서트를 여는 한웅재 콘서트 1년을 기획하고 진행했다.
2016년 4월 "봄"부터 시작하여 2017년 2월 "겨울"까지 계절별로 서울 서초의 스페이스 바움에서 콘서트를 진행했다.
국내 최고의 세션 연주자들과 회당 100명의 관객을 동원했다.
무료초대권을 발행하지 않고 인터파크 티켓과 페이스북으로 예매하여서 콘서트1년의 전 공연이 거의 매진을 이루었다고 한다.
- 한웅재 Concert 1년＇봄＇

총 3회 2016년 4월30일(토),5월1일(일) 18시 5월2일(월) 20시 전석5만원 //매진
- 한웅재 Concert 1년 ‘여름’

총 3회 2016년 8월 19일 (금) 오후 8시, 2016년 8월 20일 (토) 오후 6시 2016년 8월 22일 (월) 오후 8시
- 한웅재 Concert 1년 ‘가을’

총 4회 2016년 11월 11일 ~ 2016년 11월 14일  금,월 20시 / 토.일 18시
- 한웅재 Concert 1년＇겨울＇

총6회 2017년 2월11일 ~13일 , 2017년 2월 17일 ~ 19일 금,월 20시 / 토.일 18시
대중가수를 포함하더라도 1년기획의 소극장 공연의 기획과 성공사례는 찾아보기 힘들다.
게다가 크리스천음악에서는 유료공연의 경우가 적은 것을 볼때 한웅재 콘서트 1년은 여러 가지 의미가 있는 활동이다.
이 목사님의 대표적인 곡은 소원이다.

## 번역
- 하나님 천국이 궁금해요 / 앤 그레이엄 로츠 지음/ 한웅재 옮김/ 해와비 출판 / 2012년 5월1일